# Zastava 750
Zastava 750 je službeno ime malog automobila, koji je na području bivše Jugoslavije poznatiji pod nadimkom Fićo, Fića ili Fiček, a proizvodio ga je pod markom Zastava srpski proizvođač automobila i vatrenog oružja Zavodi Crvena zastava. Ovaj je automobil bio jedan od simbola bivše Jugoslavije i najčešće viđeno vozilo na jugoslavenskim cestama.

## Fiat 600
Zastava 750 je automobil proizveden po licenci Fiata 600, predstavljenog 1955., na sajmu automobila u Ženevi, kao simbol poslijeratnog talijanskog ekonomskog napretka. Nekoliko godina ranije Fiatov glavni inženjer Dr. Dante Giacosa (1905. – 1996.) je dobio zadaću konstruirati malo vozilo, koje će za razliku od legendarnog Topolina, kojeg je projektirao još davne 1936. godine i koji je postao uzor mnogim proizvođačima malih automobila širom svijeta, omogućiti ugodan prijevoz za četiri putnika.
Na projektu "100" ponovo je radio Giacosa i nadišao je sebe, stvorivši po mnogima najuspješniji i najpopularniji FIAT svih vremena - Fiat 600. Fiat 600 je bio minijaturni četverosjed u samonosećoj karoseriji s dvoja vrata. Imao je vodom hlađeni četvorocilindrični motor od 633 ccm sa 16 kW (21,5KS), postavljen iza stražnje osovine s pogonom na zadnje kotače i nezavisnim ovjesom na svim kotačima. Osim bloka motora, glava i kućište mjenjača i diferencijala bili su izliveni od aluminija. Cijeli sklop težio je samo 108 kg, a cijeli automobil 585 kg. Uz dobar raspored težine (45:55 posto), nezavisno oslanjanje sva četiri kotača i brzinu od 100 km/h, malu potrošnju goriva i simpatičnu karoseriju s velikim staklenim površinama, Fiat 600 je trenutno osvojio srca posjetitelja i novinara i počeo je stvarati glavobolju takmacima. U prvih pet godina prodano je milijun primjeraka.
Godinu dana kasnije predstavljeno je i prvo MPV vozilo bazirano na ovom modelu, Fiat Multipla. Imala je tri reda sjedala za ukupno šest osoba koja su se mogla preklopiti i napraviti veliki tovarni prostor. Zbog povećane težine kočnice i ovjes je dorađen posebno za ovaj model.
1960. godine učinjeno je osuvremenjenje modela 600 koji je dobio motor od 767cc 18kW (25 KS), a prednji prozori dobivaju i leptir-stakla. Najveća brzina je bila 110 km/h. Ovaj model dobiva oznaku 600D. 1965. godina donosi veća prednja svjetla (farove) i veći spremnik goriva.
Ovaj model automobila pored Italije proizvodio se između ostalog i u Argentini, Austriji, Španjolskoj i Jugoslaviji.
Ukupno je proizvedeno 2,695,197 primjeraka Fiata 600 u svim verzijama.
Među razlozima za obustavu proizvodnje Seata 600, španjolska verzija, su tanašni i slabašni B-stupovi, koji su postavljenje sigurnosnog pojasa činili vrlo teškim.

## Zastava 750
Zastava je počela s proizvodnjom ovog modela 1955. po licenci Fiat 600, i proizvodnja je trajala do 1985. godine. Prvo je proizveden 600D, s motorom od 633ccm, kao pokusna verzija u sklopu suradnje Fiat - Zavodi Crvena Zastava u Jugoslaviji 1962. godine počinje serijska proizvodnja Zastave 750, automobila gotovo identičnog kao Fiat 600D. U tom trenutku produktivnost i tehnološki razvoj u tvornici Zastava identičan je Fiatovim pogonima. Razlike nastaju 1970. godine, kada Fiat prestaje s proizvodnjom ovog modela.
Prvi model je bila Zastava 750M, nastala direktno od verzije Fiat 600E, koji je imao ugrađen snažniji motor od 767 ccm, termostat i zatvoreni sistem za hlađenje. Prve varijacije unutar jugoslavenskih modela većinom su pratile dotjerivanje originala; a najvažnije među njima uključuju premještanje otvaranja vrata, uklanjanje kromiranih letvica s karoserije vozila i postupno uvođenje modernijih mehaničkih sklopova s novijih Fiatovih modela. Uvodi se i verzija "Luxe" sa sitnim promjenama izvana i luksuznijim interijerom koji uključuje mnoštvo kromiranih i plastičnih detalja, novi okvir brzinomjera i dodatnu policu. 1975. godine dolazi poboljšani osnovni model i novi,Zastava 750S. Oba modela se odlikuju promijenjenim interijerom, "Luxe" brzinomjer postaje standard, novi su Fiatovi prekidači i volan koji je preuzet iz Fiata 126. Zastava 750 S imala je nov i jači motor od 22 kW,  koji je omogućavao ovom mališanu maksimalnu brzinu od 120 km/h. Modeli se nastavljaju modernizirati do 1980. godine, a to se odnosi na sitne promjene uglavnom na interijeru. 1980. godine na beogradskom sajmu predstavljen je model Zastava 850, dotjerani i pojačani "fićo", s većim i jačim motorom od 843ccm i 23,4kW preuzetim iz Fiata 850, koji je imao maksimalnu brzinu od 125 km/h. Sukladno s njim, u prodaju su pušteni dorađeni modeli s oznakom 750; također dotjerane vanjštine, interijera i mehanike. Od tada počinje proizvodnja ovog modela paralelno s modelima koji su i dalje nosili oznaku 750: 750 L (Luxe model ukinut), 750 LE, 750 LC, 750 S, 750 SC, 750 SE. Posljednji od ovih automobila proizveden je 1985.

## Inačice
- Zastava 750M (oznaka na karoseriji "Zastava 750")
- Zastava 750 Luxe
- Zastava 750S
- Zastava 850
- Zastava 750 L
- Zastava 750 LE
- Zastava 750 LC
- Zastava 750 SC
- Zastava 750 SE

## Utjecaj
Zastava 750 je bio presudan automobil za široku motorizaciju SFR Jugoslavije. Osim za osobne potrebe, koristio se u sastavu policije, hitne pomoći, vojske, kao službeno vozilo i godinama jedino vozilo za obuku novih vozača. Bio je cijenjen zbog zapadnjačkog podrijetla (osobito u ranijim godinama proizvodnje), te zbog relativno dobre pouzdanosti i jednostavnog održavanja. Tijekom šezdesetih godina postojale su takozvane "liste čekanja" za ovaj automobil, te je nerijetko rabljeni uščuvani primjerak dosezao cijenu novog automobila. Nakon predstavljanja Zastava 101, većeg, udobnijeg i modernijeg automobila sa Zastavinim znakom, te ispunjenjem zadatka motorizacije nacije, fićo postupno preuzima ulogu drugog automobila u obitelji, makar je još minimalno petnaest godina slovio za neprikosnovenog "vladara" jugoslavenskih cesta.
Iako u svojoj jugoslavenskoj varijanti nije bio osobito poznat izvan SFRJ, obilježio je svojom pojavom i prisutnošću čitavo razdoblje u povijesti matične države. Ovaj je automobil postupno zamijenjen automobilom Yugo; koji iako je zamišljen kao njegov nasljednik, nikada ga nije uspio potpuno zamijeniti. Zanimljivo je da je kod Yuga situacija obrnuta - izvan zemlje je, zbog izvoza u SAD, bio daleko poznatiji nego "fićo".

## Zastava 750 u popularnoj kulturi
Zastava 750 kao automobil imao je veliki utjecaj na popularnu kulturu u drugoj Jugoslaviji te Hrvatskoj. Mnoge pjesme, šale i filmovi bili su koncentrirani na lik ovog automobila.
Film Gorana Markovića Nacionalna klasa iz 1979. godine tematizira sveprisutnost ovog automobila kroz auto-utrke i privatne živote protagonista.
Na omotu dvostrukog albuma zagrebačke rock-skupine Azra "Filigranski pločnici" iz 1982. godine u pozadini se vidi policijski "fićo" u prolazu.
Od 2005. godine slovenska tvrtka Hribar in otroci prodaje maketu Zastave 750 u mjerilu 1:43, u autentičnim bojama i s tablicama SFRJ. Zanimljivo je da se ovaj model automobila prema narudžbi navedene tvrtke proizvodi u NR Kini.
U popularnoj dramskoj seriji scenarista Miljenka Smoje Naše malo misto, Zastava 750 se spominje u željama Bepine, koja uporno moli Dotura Luigia da joj kupi maloga "fiću".

## Unutarnje poveznice
- Fićo gazi tenka!
- Socijalistička Federativna Republika Jugoslavija
- Jugonostalgija

## Vanjske poveznice
- http://www.nacionalnaklasa.net/  Arhivirana inačica izvorne stranice od 7. veljače 2010. (Wayback Machine), klub ljubitelja fiće

- http://zastavanacionale.com/Default.aspx?lng=en-us, službena stranica tvrtke Zastava automobili

- http://www.yugofanclub.com/forum/, forum-stranica poznavalaca Zastavinih automobila